# Richard Collasse
Richard Collasse est un écrivain français né en 1953, établi au Japon. Il est également dirigeant d'entreprise.

## Biographie
Richard Collasse est diplômé de l'INALCO et de Harvard. Il est président de l’European Business Council (EBC) et PDG de Chanel K.K au Japon, où il a vécu une quarantaine d'années. En 2010, il est lauréat du Prix Culture et Bibliothèques pour tous pour le roman Saya,

## Récompenses
- 2010 : Lauréat du Prix Culture et Bibliothèques pour tous pour le roman Saya[3].